# Родерен
Родере́н (фр. Roderen) — коммуна на северо-востоке Франции в регионе Гранд-Эст (бывший Эльзас — Шампань — Арденны — Лотарингия), департамент Верхний Рейн, округ Тан — Гебвиллер, кантон Серне. До марта 2015 года коммуна административно входила в состав упразднённого кантона Тан (округ Тан).
Площадь коммуны — 7,16 км², население — 864 человека (2006) с тенденцией к росту: 898 человек (2012), плотность населения — 125,4 чел/км².

## Население
Численность населения коммуны в 2011 году составляла 899 человек, а в 2012 году — 898 человек.
| 1962 | 1968 | 1975 | 1982 | 1990 | 1999 | 2005 | 2006 | 2008 | 2010 | 2011 | 2012 |
| ---- | ---- | ---- | ---- | ---- | ---- | ---- | ---- | ---- | ---- | ---- | ---- |
| 657  | 644  | 682  | 769  | 817  | 863  | 860  | 864  | 876  | 895  | 899  | 898  |

Динамика населения:

## Экономика
В 2010 году из 577 человек трудоспособного возраста (от 15 до 64 лет) 411 были экономически активными, 166 — неактивными (показатель активности 71,2 %, в 1999 году — 69,7 %). Из 411 активных трудоспособных жителей работали 379 человек (202 мужчины и 177 женщин), 32 числились безработными (14 мужчин и 18 женщин). Среди 166 трудоспособных неактивных граждан 61 были учениками либо студентами, 61 — пенсионерами, а ещё 44 — были неактивны в силу других причин.
На протяжении 2011 года в коммуне числилось 348 облагаемых налогом домохозяйств, в которых проживало 879 человек. При этом медиана доходов составила 22437 евро на одного налогоплательщика.

## Достопримечательности (фотогалерея)

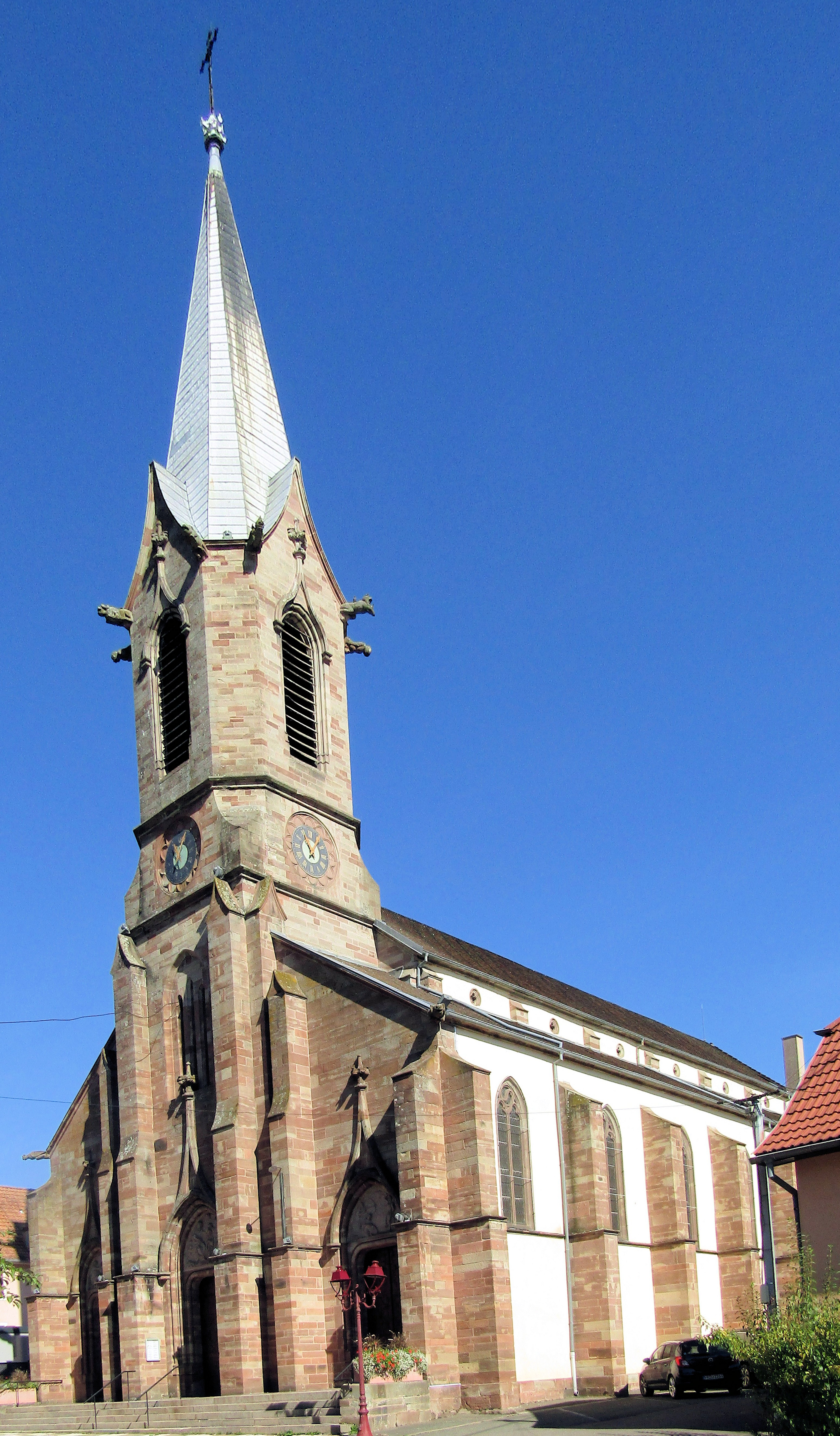
Церковь Сен-Лорен